# Joost Wichman
Joost Wichman, né le 19 mai 1978 à Lichtenvoorde, est un coureur cycliste néerlandais. Spécialisé en four-cross, il a notamment été champion du monde en 2013 et d'Europe en 2006, 2007 et 2010.

## Palmarès

### Championnats du monde
- Canberra 2009
  - 6e du four cross
- Mont Sainte-Anne 2010
  - 6e du four cross
- Chambéry 2011
  -  Médaillé de bronze du four cross
- Leogang 2013
  -  Champion du monde de four cross

### Coupe du monde
- Coupe du monde de four-cross
  - 5e en 2006
  - 9e en 2007
  - 7e en 2008
  - 2e en 2009 (3 manches)
  - 3e en 2010

### Championnats d'Europe
- 2006
  -  Champion d'Europe de four-cross
- 2007
  -  Champion d'Europe de four-cross
- 2010
  -  Champion d'Europe de four-cross